# Clarice Phelps
Clarice Evone Phelps (née Salone)é uma química nuclear americana que pesquisa o processamento de elementos transurânicos radioativos no Laboratório Nacional de Oak Ridge (ORNL) do Departamento de Energia dos Estados Unidos. Ela fez parte da equipe do ORNL que, em colaboração com o Joint Institute for Nuclear Research, descobriu o Tenesso (elemento químico com número atómico 117) A União Internacional de Química Pura e Aplicada (IUPAC) a reconhece como a primeira mulher afro-americana a se envolver com a descoberta de um elemento químico.
Phelps trabalhou anteriormente no Programa de Energia Nuclear da Marinha dos Estados Unidos. No ORNL, ela gerencia programas na Divisão de Tecnologia de Isótopos e Ciclos de Combustível do Departamento de Energia que investiga usos industriais de níquel-63 e selênio-75.

## Infância e educação
Clarice Phelps foi criada no estado do Tennessee, Estados Unidos. Começou a se interessar pela química durante a infância, quando ganhou de sua mãe um microscópio e um kit de ciências. Seu interesse foi ainda mais alimentado por seus professores de ciências do ensino médio. Ela é ex-aluna do "Tennessee Aquatic Project and Development Group', uma organização sem fins lucrativos para jovens em situação de risco. Phelps concluiu um bacharelado em química pela Tennessee State University em 2003.
De 2016 a 2020, Phelps obteve seu título de mestrado em engenharia mecânica por meio do programa de engenharia nuclear e radioquímica da Universidade do Texas em Austin. A partir de 2021, se tornou estudante de doutorado no programa de engenharia nuclear da Universidade do Tennessee.

## Carreira

### Marinha dos Estados Unidos
Phelps teve dificuldade em encontrar um emprego depois de se formar e ingressou na Marinha dos Estados Unidos. Phelps se matriculou na Escola de Energia Nuclear da Marinha, essa que ela declara ser a escola que ensinou-a como estudar. Phelps estudou energia nuclear, teoria do reator e termodinâmica, e se formou entre os 10% melhores de sua classe que continha entre 300 a 400 alunos.Em 2019, Phelps disse a um entrevistador que ela escolheu química nuclear, em parte, por causa da falta de mulheres negras no campo,  comentando: "Eles precisavam ver alguém como eu sentada nos mesmos espaços em que eles estavam, e se destacando naquele mesmo espaço."
Phelps serviu como suboficial no Programa de Energia Nuclear da Marinha dos Estados Unidos.  Ela passou quatro anos e meio a bordo do navio porta-aviões USS Ronald Reagan operando o reator nuclear e os controles químicos do gerador de vapor e mantendo a água no reator. Ela foi considerada destaque duas vezes, e era a única mulher negra em sua divisão no navio.

### Laboratório Nacional de Oak Ridge
Depois de servir na Marinha dos Estados Unidos, Phelps trabalhou na empresa de instrumentos químicos Cole-Parmer em Chicago, Illinois, mas um ano depois, não gostando do clima frio de Chicago, ela voltou para o Tennessee. Phelps ingressou em Oak Ridge National Laboratory em junho de 2009 ornl09. Ela começou como técnica e mais tarde foi promovida a pesquisadora associada e gerente de programa. Phelps trabalha no Diretório de Ciência e Engenharia Nuclear como gerente de projeto para os programas de isótopos industriais de níquel-63 e selênio-75. Como membro do Grupo de Processamento de Materiais Nucleares de Oak Ridge, faz parte da equipe de pesquisa e desenvolvimento, trabalhando com isótopos transurânicos "superpesados" que são produzidos principalmente por transmutação nuclear. Além disso, também é membro do Grupo de Isótopos Médicos, Industriais e de Pesquisa, onde pesquisa elementos como actínio, lantânio, európio e samário.
Phelps esteve envolvida na descoberta do segundo elemento mais pesado conhecido, tenesso (elemento 117).  Ela fez parte de um processo de três meses para purificar 22 mg de berquélio-249, que foi enviado para o Joint Institute for Nuclear Research e combinado com cálcio-48 em uma reação de fusão para criar tenesso.  Ao creditar o laboratório de Oak Ridge da IUPAC coletivamente como principal co-descobridor do tenesso, ela reconheceu 61 indivíduos do ORNL que contribuíram para o projeto, incluindo membros da equipe de operações, pessoal de suporte e pesquisadores.  Phelps, então, foi reconhecida como a primeira mulher afro-americana envolvida com a descoberta de um elemento químico.
Quando o Oak Ridge National Laboratory deu uma festa de gala para homenagear e celebrar a equipe que descobriu o tenesso, o nome de Phelps foi deixado de fora da lista e, quando ela apareceu, chorou ao perceber que não tinha um lugar à mesa com os outros cientistas. Além disso, uma placa para comemorar a descoberta foi criada para ser pendurada perpetuamente no laboratório e, mais uma vez, omitiu o nome dela. Phelps foi informada de que seu nome havia sido cortado por engano devido a uma quebra de linha em uma planilha. Embora o laboratório afirmasse mais tarde que "o erro [foi] rapidamente corrigido", foi somente depois que Phelps lutou por vários meses para ter seu nome incluído que o laboratório acatou.
Phelps contribuiu para esforços de pesquisa adicionais, incluindo análises espectroscópicas e estudos espectrofotométricos do estado de valência do plutônio-238 e neptúnio-237 e 238 para a National Aeronautic and Space Administration (NASA). Phelps também estudou a eletrodeposição com califórnio-252 para o projeto Californium Rare Isotope Breeder Upgrade.
Phelps, atualmente, é membro da American Chemical Society.

### Divulgação Científica; Prêmios e Reconhecimento
Phelps está envolvida em vários projetos de extensão para aumentar a participação dos jovens nas áreas de ciência, tecnologia, engenharia e matemática (STEM). Ela atua no Comitê de Extensão Educacional do ORNL como presidente de diversidade das Escolas do Condado de Knox. Fez divulgação por meio do programa ASCEND do capítulo de pós-graduação da irmandade Alpha Kappa Alpha, estabelecendo um programa para ensinar robótica, drones, circuitos e codificação para alunos do ensino médio em Knoxville. Phelps também é vice-presidente do conselho da Youth Outreach in Science, Technology, Engineering and Mathematics (YO-STEM).
Em parceria com escolas próximas no Tennesse, ela foi destaque no programa de histórias STEM da Oak Ridge Associated Universities. Phelps recebeu o prêmio YWCA Knoxville Tribute to Women 2017 na categoria Tecnologia, Pesquisa e Inovação. Premiação dada a "mulheres locais que lideram seus campos em tecnologia e se destacam no serviço comunitário".
Em 2019, a União Internacional de Química Pura e Aplicada (IUPAC) incluiu Phelps na Tabela Periódica de Químicos Mais Jovens em reconhecimento ao "seu excelente compromisso com a pesquisa e o engajamento público, além de ser uma importante defensora da diversidade". Ela foi uma das duas pesquisadoras do Oak Ridge National Laboratory homenageadas desta forma. Phelps está associada nesta tabela periódica honorária com o elemento einstênio, tendo junto com outros, incluindo Julie Ezold, pesquisado a purificação do einstênio-254, e seu colega premiado, o pesquisador de pós-doutorado Nathan Brewer da Divisão de Física do laboratório Oak Ridge, está associada ao elemento tenesso. Sua inclusão segue uma competição da IUPAC e da International Younger Chemists Network (IYCN).
No TEDx NashvilleWomen de 6 de dezembro de 2019, Phelps apresentou a palestra "How I Claimed a Seat at the Periodic Table", onde, de acordo com TED Talks, ela "desmascarou o mito do gênio solitário e desafiou o elitismo institucional, compartilhando histórias de mulheres negras abrindo caminho na ciência".

### Artigo da Wikipédia
Em setembro de 2018, a física britânica Jessica Wade criou um artigo na Wikipédia em inglês sobre Phelps, mas foi excluído em 11 de fevereiro de 2019. Em 12 de abril, o The Washington Post publicou um artigo de opinião sobre, em parte, a falta de cobertura da Wikipedia em inglês dada à contribuição de Phelps à descoberta do elemento 117. A coluna, coescrita por Wade, condenou as discussões entre editores voluntários no site que resultaram na exclusão do artigo sobre Phelps. De acordo com um artigo no Chemistry World de julho de 2019, "o nome dela não apareceu nos artigos que anunciavam a descoberta do tenesso e não foi perfilada pela grande mídia. A maioria das menções de seu trabalho estão no site de seu empregador – uma fonte que não é classificada como independente pelos padrões da Wikipedia e, portanto, não é admissível quando se trata de estabelecer notabilidade. O consenso da comunidade [Wikipedia] era que sua biografia tinha que ser eliminada". A exclusão foi contestada várias vezes. Em janeiro de 2020, houve um consenso para restaurá-lo, pois novas fontes já haviam sido disponibilizadas.